# Paul Schwarze
Paul Schwarze (* 28. Dezember 1888 in Wittenberg; † 1. April 1943 im KZ Sachsenhausen) war ein Dresdner Arbeiterfunktionär, Kommunalpolitiker und Widerstandskämpfer.

## Leben
Schwarze kam als Sohn eines Schuhmachers in Wittenberg zur Welt. Er besuchte bis 1902 die Volksschule des Ortes und absolvierte von 1902 bis 1906 eine Tischlerlehre. Anschließend arbeitete er im Bereich Mühlenbau in Wittenberg, wo er sich auch dem Holzarbeiterverband anschloss. Er ließ sich 1909 in Dresden nieder, musste jedoch von 1910 bis 1912 seinen Militärdienst ableisten. Anschließend wurde Schwarze, der 1913 SPD-Mitglied geworden war, in der Artillerie-Werkstatt im Arsenal in der Dresdner Albertstadt angestellt. Als gefragter Spezialist war er zunächst als unabkömmlich vom Kriegsdienst freigestellt, geriet jedoch 1916 unter Verdacht, Flugblätter von Karl Liebknecht verteilt zu haben. Er wurde zum Kriegsdienst an die Westfront eingezogen und kam 1917 an die Ostfront. Nach Zusammenbruch der Front war er im Zuge der Novemberrevolution im Soldatenrat aktiv.
Zurück in Dresden arbeitete Schwarze ab 1919 bei Zeiss Ikon als Tischler; von seinen Kollegen wurde Schwarze in den Betriebsrat gewählt. Nach kurzer Mitgliedschaft in der USPD trat Schwarze 1920 in die KPD ein. Er engagierte sich aktiv in der Partei und war 1920 an der Niederschlagung des Kapp-Putsches beteiligt, indem er sich in Dresden aktiv im Kampf gegen die Putschisten einsetzte. Bereits 1921 wurde Schwarze aufgrund seiner politischen Arbeit bei Zeiss Ikon entlassen. Erst 1925 fand er in den Werkstätten der Dresdner Straßenbahn in Trachau Arbeit als Tischler. Er wurde Teil der dortigen Betriebsgruppe der KPD und wandte sich 1931 scharf gegen die Entlassung der Betriebsratsmitglieder Paul Gruner, Arno Lade und Ernst Götze, die aufgrund zunehmender Lohnkürzungen der Straßenbahner zum Streik aufgerufen hatten. Schwarze rief zum Proteststreik gegen die Entlassung auf und wurde ebenfalls entlassen. Eine Klage beim Landesarbeitsgericht wurde abgewiesen.

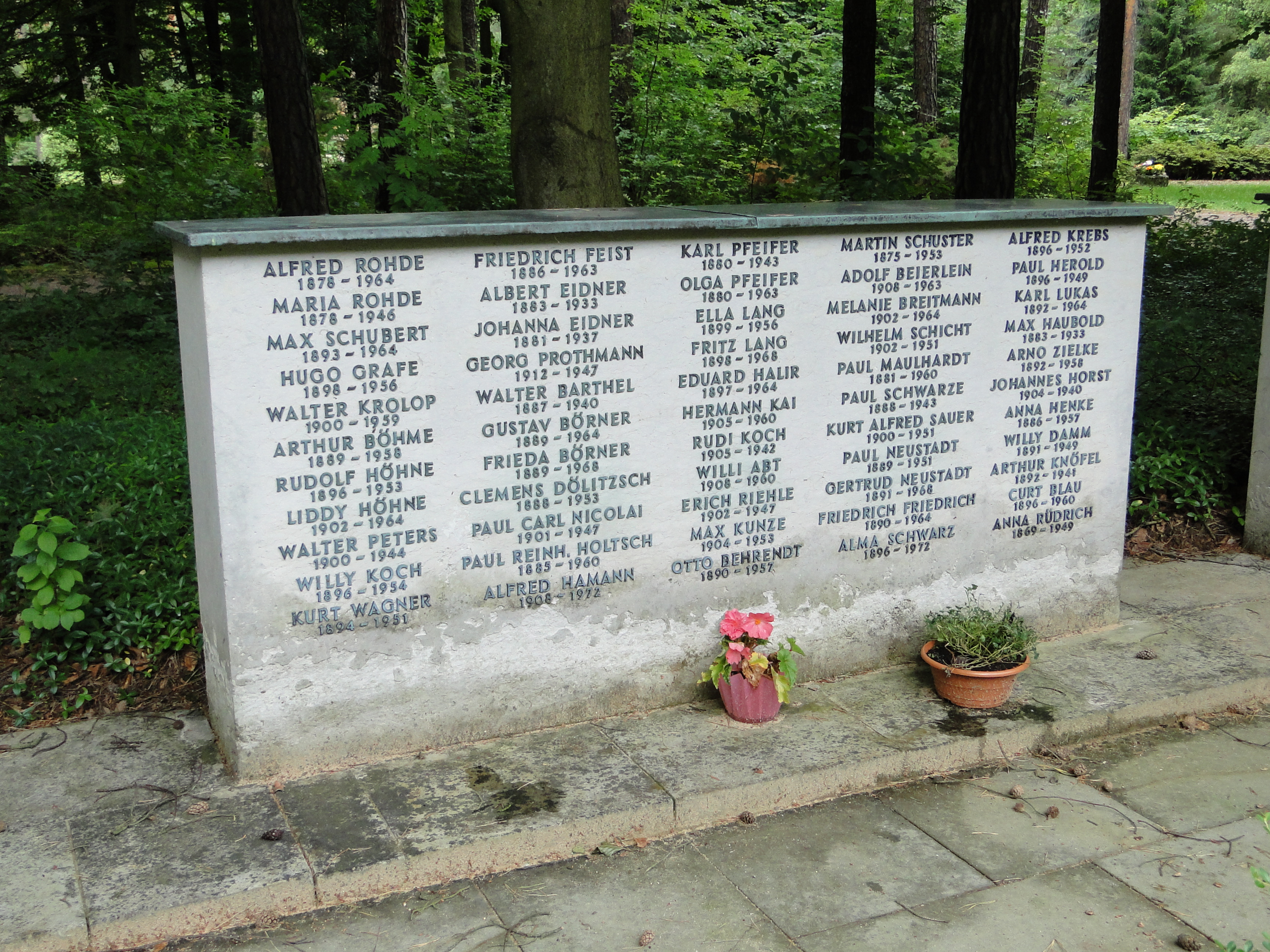
Urnengrab von Paul Schwarze auf dem Heidefriedhof

Bereits 1927 war Schwarze zum Dresdner Stadtverordneten gewählt worden und war bis 1929 im Prüfungs- bzw. Finanzausschuss aktiv. Er war von 1930 bis zum Verbot der KPD im März 1933 Stadtrat von Dresden und dabei vor allem im Bereich des Schulwesens aktiv. Er setzte sich unter anderem 1927 für einen raschen Bau der Reicker Schule ein. Zudem war er als Referent der Bezirksleitung der KPD Ostsachsen aktiv.
Nach der Machtergreifung der Nationalsozialisten und dem Reichstagsbrand 1933 ging Schwarze in die Illegalität, wo er seine politische Tätigkeit als Mitglied der Unterbezirksleitung der KPD fortsetzte. Er kehrte jedoch am 7. Juli in seine Wohnung zurück, wo er verhaftet wurde. Auf dem Dresdner Polizeipräsidium wurde er misshandelt und anschließend in das KZ Colditz gebracht. Erst am 16. Dezember 1933 wurde er entlassen. Nach einer Zeit der Arbeitslosigkeit begann Schwarze, der nach seiner Entlassung polizeilich überwacht wurde, als Seifenhändler Geld zu verdienen. Bei seiner Tätigkeit konnte er erneut Kontakte zu anderen Kommunisten knüpfen, darunter zu Robert Matzke sowie Gustav Richter und dessen Sohn Rudolf. Im Juni 1941 wurde Schwarze erneut verhaftet und im Polizeipräsidium mehrfach schwer misshandelt. Er wurde wegen Hochverrats zu 18 Monaten Haft verurteilt und in das Zuchthaus Waldheim gebracht. Im September 1942 wurde er erneut zum Polizeipräsidium überstellt und von dort in das Konzentrationslager Sachsenhausen deportiert, wo er am 1. April 1943 ums Leben kam. Sein Urnengrab befindet sich im Ehrenhain des Dresdner Heidefriedhofs.

## Gedenken

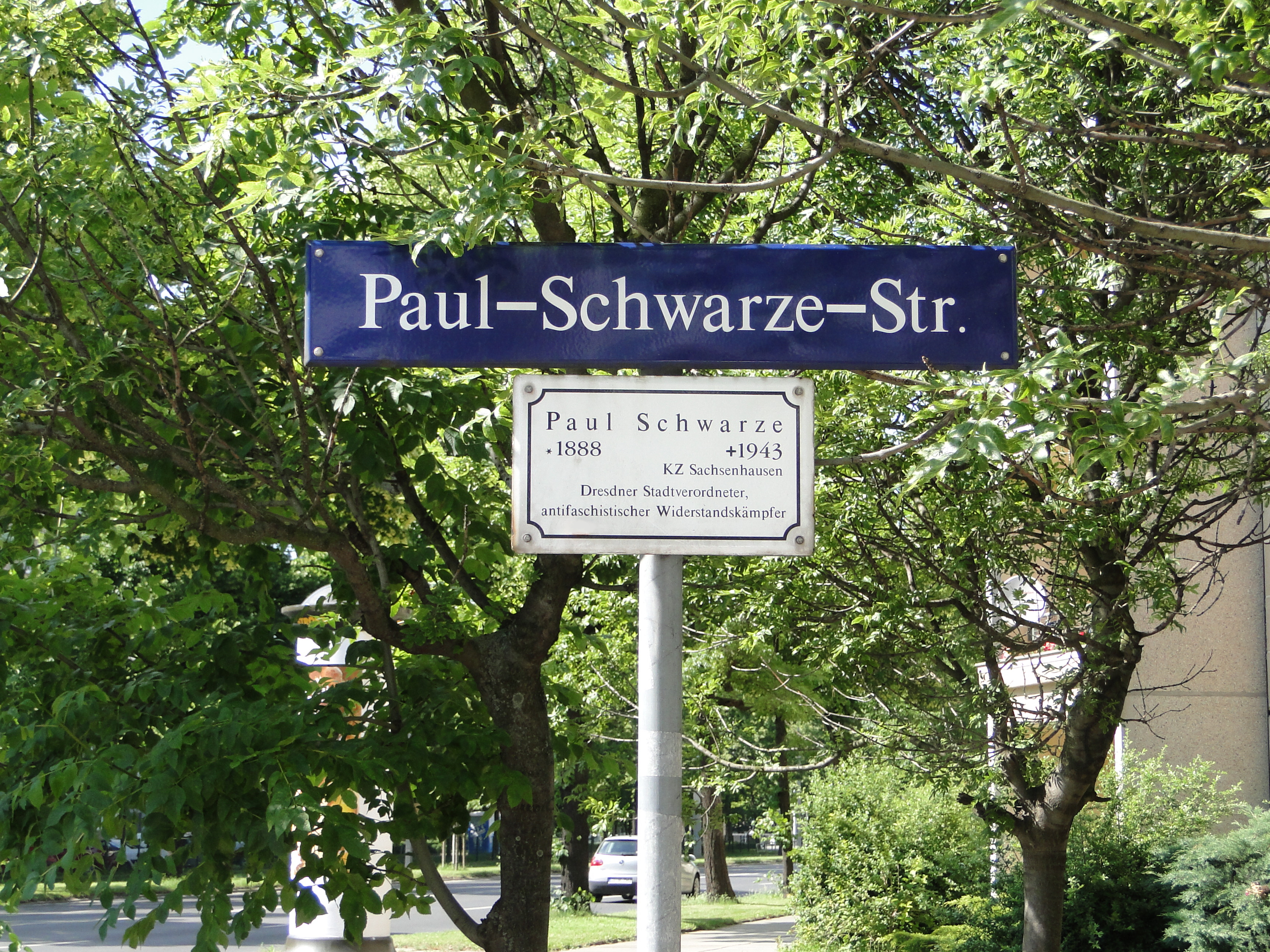
Paul-Schwarze-Straße in Dresden mit Erklärungsschild

Seit 1946 trägt die vormalige St. Privat-Straße am Hauptstaatsarchiv Dresden den Namen Paul-Schwarze-Straße. Am Hochhaus am Albertplatz erinnerte zu DDR-Zeiten eine Gedenkplakette an die Antifaschisten bei der Dresdner Straßenbahn. Die Inschrift der Tafel lautete: „In ihrem Geiste weiterkämpfen – Paul Gruner, Arno Lade, Paul Schwarze, Gustav Richter, Karl Stein, Arthur Knöfel“.
Schwarzes Lebenslauf ist Teil der biografischen Sammlung der 1947 gegründeten und 1953 in der DDR aufgelösten Vereinigung der Verfolgten des Naziregimes, die im Bundesarchiv verwahrt ist.